# Suwon
Suwon (kor. 수원시; Suwon-si) jest największym miastem i stolicą prowincji Gyeonggi w Korei Południowej. Miasto położone jest około 30 kilometrów na południe od Seulu, na trasie kolejowej Gyeongbu i nowej linii superszybkich pociągów KTX. Jest także przystankiem metra seulskiego. Z centrum Seulu podróż metrem trwa około godziny.
Siedziba rzymskokatolickiej diecezji Suwon.
W mieście znajduje się hala sportowa Suwon Arena.

## Historia
W 1796 roku król Jeongjo próbował nieudanie uczynić miasto stolicą państwa, budując Hwaseong, fortyfikację wokół miasta. Fortyfikacje miały także chronić grób jego ojca. Istnieją one do dziś i są wpisane na listę światowego dziedzictwa UNESCO.

## Jedzenie
Suwon znany jest z oryginalnie przyrządzanego galbi, smacznej potrawy koreańskiej.

## Nauka i rozrywka
W mieście znajduje się Uniwersytet Ajou, dziesięć minut drogi od niego jest stadion mistrzostw świata w piłce nożnej w 2002 roku. Gra na nim pierwszoligowa (K-League) drużyna Suwon Samsung Bluewings. W mieście siedzibę ma także drużyna basebolowa, Hyundai Unicorns. W mieście znajduje się główne centrum badawczo - rozwojowe Samsung Electronics - Samsung Digital City.

## Miasta partnerskie
- Brazylia: Kurytyba
- Rosja: Niżny Nowogród
- Japonia: Asahikawa, Fukui
- Chiny: Jinan
- Australia: Townsville
- Indonezja: Bandung
- Rumunia: Kluż-Napoka
- Meksyk: Toluca
- Turcja: Yalova
- Maroko: Fez
- Wietnam: Hải Dương
- Kambodża: Prowincja Siem Reap
- Indie: Hajdarabad